# Basilique Sainte-Marie-des-Anges de Geelong
Pour les articles homonymes, voir Basilique Sainte-Marie-des-Anges et Sainte-Marie-des-Anges.
La basilique Sainte-Marie-des-Anges est un sanctuaire catholique établi dans la ville de Geelong, seconde agglomération de l'État australien du Victoria.
Édifiée à l'origine pour servir d'église paroissiale à la communauté catholique, elle obtint le titre de basilique mineure par autorisation spéciale du Vatican le 9 juin 2004.

Elle est à ce jour l'une des cinq basiliques mineures du pays.
La basilique est située 136 Yarra Street.

## Historique
Quelques années après la fondation de la ville, la communauté catholique commence à s'organiser et à collecter des fonds en vue de l'édification d'une église ou célébrer le culte dominical.

En 1841, décision est prise d'élever une chapelle en bois. Les travaux de ce premier sanctuaire sont rapidement menés à bien, et le 27 novembre 1842, la chapelle est officiellement consacrée.

Cependant, l'afflux d'immigrés de confession catholique issus principalement de la province d'Irlande rend rapidement l'édifice inadapté au culte. De fait, à l'aube de l'année 1846, la population de confession catholique atteint déjà près de mille personnes.
Dès 1843, un an seulement après la consécration de la chapelle, les autorités responsables de la paroisse réfléchissent à la construction d'une église en pierre, mieux à même de répondre aux besoins de la communauté. Le principe en est rapidement adopté et les plans du nouveau sanctuaire confiés à l'architecte Samuel Jackson, de Melbourne.
Le 19 août 1846 débutent les travaux de la nouvelle église : celle-ci met un peu plus d'un an à être ouverte au culte, le 6 octobre 1847.
Pourtant, à peine achevée, l'église est déjà trop exigüe. En 1852, l'accroissement de la population est tel que la communauté catholique atteint déjà 4000 fidèles, soit bien plus que ce que ne peut contenir la modeste église. De ce fait, il est décidé de construire une troisième église, bien plus vaste : celle qui existe toujours aujourd'hui.
En février 1854, le cabinet d'architecte Dowden & Ross remporte l'appel d'offre lancé par la paroisse. L'église projetée s'inspire de l'esthétique des cathédrales gothiques européennes : ses dimensions prévues sont de 60 mètres de long, pour un coût estimé à 40 000 £.
Le 15 juin de la même année, la première pierre du nouveau sanctuaire est posée au cours d'une cérémonie officielle en présence de l'évêque de Melbourne James Alipius Goold.
Trois ans plus tard cependant, le chantier est brutalement arrêté, laissant l'édifice inachevé.
Les travaux ne reprennent que dix-sept ans plus tard, en 1871.

L'année suivante, il est officiellement consacré.
L'édification de la flèche de la croisée débute en 1931 pour se terminer en 1938, laissant l'édifice tel qu'il est aujourd'hui.
Depuis lors, l'église est l'objet de plusieurs campagnes de restauration : en 1969, pour un montant de 95 000 $, puis de nouveau en 1995, pour un montant de 300 000 $.
Le 9 juin 2004, l'église devient officiellement une basilique sur décision du pape Jean-Paul II.

## Architecture
D'un point de vue architectural, la basilique est un édifice de style néo-gothique édifié en grès de Barrabool.

Le sanctuaire est basé sur un plan en forme de croix latine, comprenant une nef de six travées bordée de bas-côtés, un vaste transept et une abside à pans coupés entourée d'une série de chapelles rayonnantes.
La capacité totale de la basilique est de 1 000 places assises.
À l'intérieur, l'ensemble de l'édifice est entièrement charpenté, en dehors de la croisée du transept. Celle-ci supporte une flèche octogonale flanquée de pinacles.
La façade, percée d'une rosace, est flanquée de deux puissantes tours.

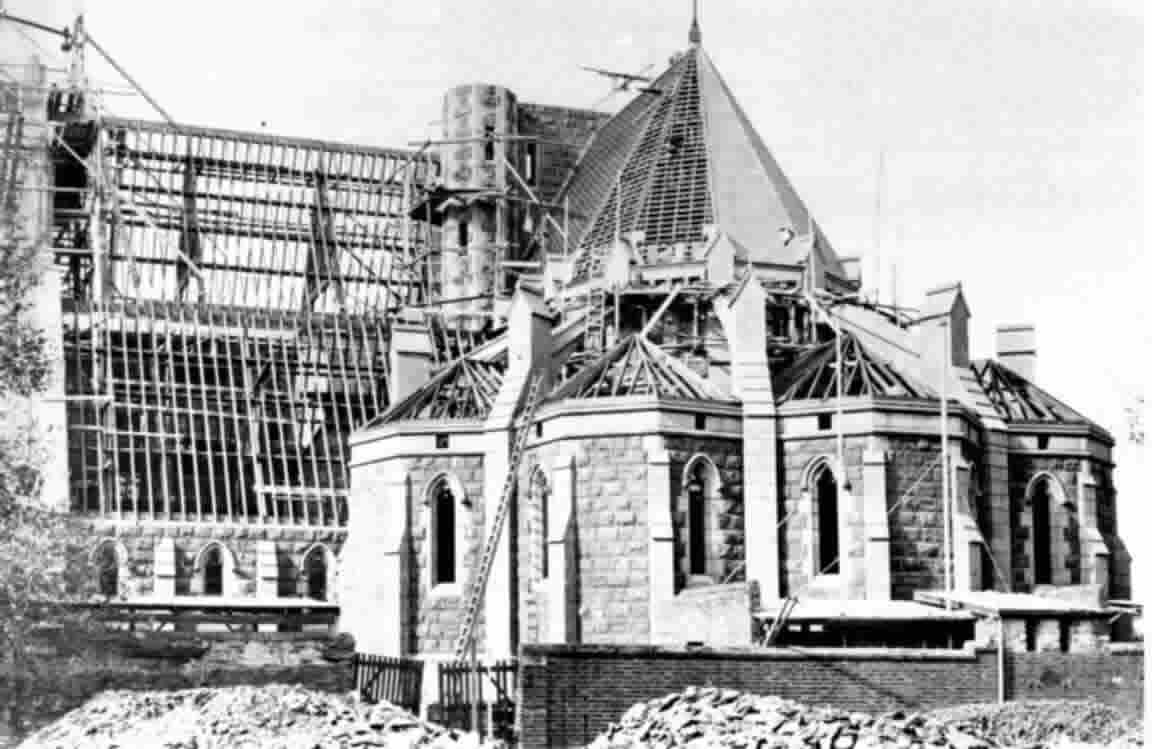
La construction de l'actuel édifice (1871)
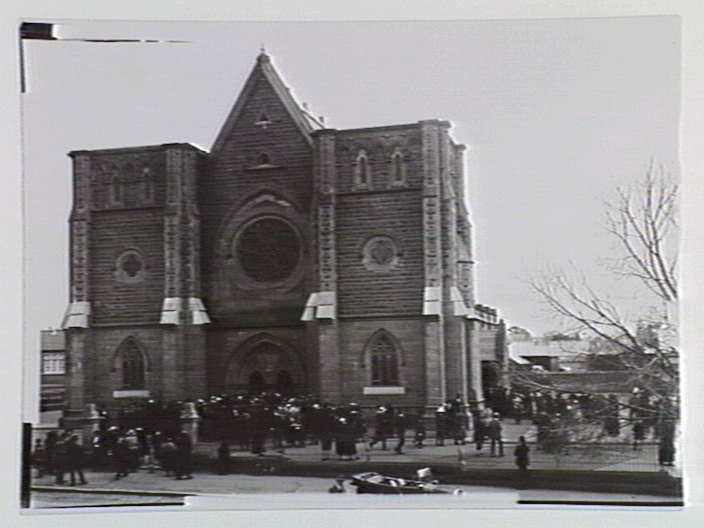
L'église Sainte-Marie-des-Anges en 1932
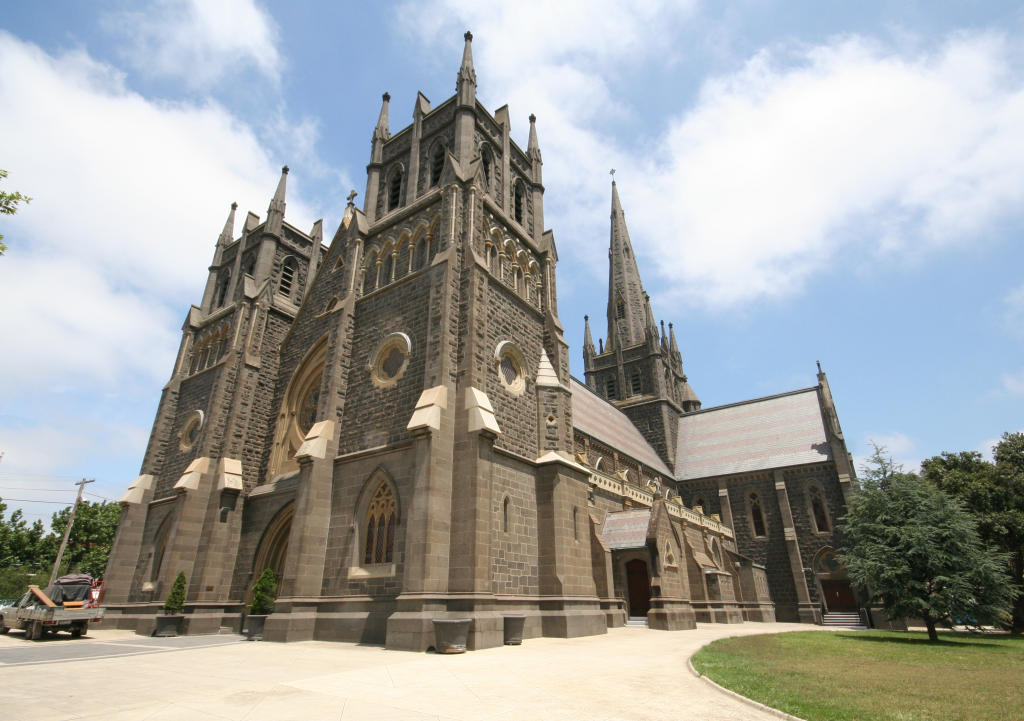
La façade de la basilique